# 洗砚池晋墓
洗砚池晋墓是位于山东省临沂市兰山区的晋代墓葬群，2003年5月在王羲之故居公园的扩建施工中被发现，被中国国家文物局评选为当年的全国十大考古新发现，2006年被列为全国重点文物保护单位。

## 考古发掘
墓葬位于王羲之故居公园东北角，分东西两座墓室相距约30米，东侧墓为双墓室，西侧墓为单墓室，均为砖筑结构。在考古发掘中东侧墓室被标称“1号墓”，西侧墓室被标称“2号墓”。
1号墓被发掘时是山东省已发掘汉晋大中型砖室墓中保存最完整的一座，也是山东已发掘大中型砖室墓葬中惟一未被盗掘的墓葬。从其中发现三具儿童尸骨，一位年龄约五岁左右，推测为主人，另两位为幼儿，推测为陪葬者。出土文物陶瓷、金玉器约270件，其中部分漆器带有“太康”等字样的铭文。2号墓葬是山东已发掘砖室墓中规模最大的单室墓，经查被盗掘过两次，发现一对夫妻的尸骨，经DNA鉴定与1号墓的三名儿童并无直系血缘关系。因盗掘破坏严重，墓中仅发现玛瑙珠、珍珠等小件器物约30件。
根据墓葬形制及出土器物，推断两墓的时代为西晋末年至东晋初年，为当地豪门望族之墓。

## 外部連結
- 临沂市博物馆 （页面存档备份，存于）
- 临沂市文化和旅游局 （页面存档备份，存于）

35°04′12″N 118°20′09″E / 35.07000°N 118.33583°E